# Совјетски свемирски програм
Совјетски свемирски програм (рус. Космическая программа СССР) био је национални свемирски програм Совјетског Савеза (СССР), активан од 1950-их до распада савеза 1991. године.
Совјетски свемирски програм се углавном заснивао на људском свемирском лету и развоју потрошних ракетних носача, који су били подељени између многих конструкторских бироа који су се такмичили једни са другима. Током својих 60 година историје, совјетски свемирски програм био је први у великом броју случајева свемирског истраживања, укључујући прву интерконтиненталну балистичку ракету (Р-7), први сателит (Спутњик 1), прва животиња у земљиној орбити (пас Лајка на Спутњику 2), први човек у свемиру и земљиној орбити (Јуриј Гагарин на Востоку-1), прва жена у свемиру и земљиној орбити (Валентина Терешкова на Востоку-6), први излазак у отворени свемир (Алексеј Леонов на Восходу 2), први судар са месечевим тлом (Луна 2), прва слика тамне стране Месеца (Луна 3) и прво успешно слетање на месечево тло (Луна 9), први свемирски ровер (Луноход 1), први узорак месечевог тла аутоматски извађен и донешен на Земљу (Луна 16), и прва свемирска станица (Саљут 1). Даљи запажена достигнућа су укључивала прве међупланетарне сонде: Венера-1 и Марс-1 су прве летеле до Венере и Марса, Венера-3 и Марс-2 су се прве судариле са њиховим површинама, а Венера-7 и Марс-3 су прве успешно слетеле на површинама других планета.
Ракетно-космички програм Совјетског Савеза, који је у почетку запошљавао заробљене научнике из немачког ракетног програма V-2, углавном су совјетски инжењери и научници изводили после 1955. године, а заснован је на неким јединственим совјетским и руским теоријским развојима, које је многе извео Константин Циолковски, познат и као отац теоријске астронаутике. Сергеј Корољов је био шеф главне дизајнерске групе, његово званично звање било је главни дизајнер (стандардни назив за сличне позиције у Совјетском Савезу). За разлику од америчког конкурента у свемирској трци, чија је Наса јединствено координисана агенција, совјетски свемирски програм био је подељен на неколико конкурентских дизајнерских бироа које су водили Сергеј Корољов, Керим Керимов, Михаил Јангел, Валентин Глушко, Владимир Челомеј, Виктор Макејев, Михаил Решетњев, итд.
Због тајног статуса програма и пропагандне вредности, најаве исхода мисија одлагале су се док се није утврдио успех, а неуспеси су се понекад држали у тајности. На крају, као резултат Горбачовове политике гласност 1980-их, многе чињенице о свемирском програму су откривене. Значајни неуспеси укључују смрт Корољева, Владимира Комарова (у паду Сојуза 1), и смрти посаде Сојуза 11 између 1966. и 1971. године и развојни неуспех ракете Н-1 (1968–1974) намењене за доставу веома тешке опреме у орбиту, која је експлодирала убрзо након полетања на четири пробна испитивања.
Са распадом Совјетског Савеза, програм су наследили Казахстан, Русија, и Украјина. Казахстан је основао КазКосмос у 21. веку, Русија је основала ваздухопловну и свемирску агенцију под називом Росавиакосмос, која је данас свемирска агенција под називом Роскосмос, а Украјина је основала Украјинску националну свемирску агенцију (SSAU).

## Почеци

### Предратни напори
Теорија истраживања свемира имала је солидну основу у Руској Империји пре Првог светског рата са списима Константина Циолковског (1857-1935), који је објавио пионирске радове крајем 19. и почетком 20. века и 1929. представио концепт вишестепене ракете. Практични аспекти засновани на раним експериментима које су изводили чланови групе за проучавање реактивног погона, ГИРД (основан 1931) 1920-их и 1930-их, где су радили пионири попут украјинског инжењера Сергеја Корољова— који је маштао о путовању на Марс‍:5—и немачког инжењера Фридриха Зандера. Дана 18. августа 1933. ГИРД је лансирао прву совјетску ракету Гирд-09 на течно гориво, а 25. новембра 1933. прву ракету Гирд-Х са хибридним горивом. Током 1940.–1941. догодио се још један напредак у пољу реактивног погона: развој и серијска производња вишецевног бацача ракета Каћуше.

### Немци
Током 1930-их совјетска ракетна технологија била је упоредива са немачком, али је Стаљинова Велика чистка озбиљно угрозила њен напредак. Многи водећи инжењери су прогнани, а Корољев и други затворени и послати у гулаг.‍:10–14 Иако је Каћуша била врло ефикасна током Другог светског рата на Источном фронту, напредније стање немачког ракетног програма задивило је совјетске инжењере који су прегледали његове остатке у Пенеминдеу и Мителверку након завршетка рата у Европи. Американци су тајно преместили већину немачких научника и 100 V-2 ракета у САД током операције Спајалица, али совјетски програм је имао велику корист од заплењених немачких производних алата са места производње V-2 у Мителверку у Источној Немачкој.‍:20,25,27,29–31,56 Од јула 1945. године, Совјети су регрутовали немачке научнике и раднике за "Институт Нордхаузен" у Блајхеродеу да би поново успоставили изгубљене пројектне цртеже и инжењерске податке и обновили производњу и монтажу компонената V-2 у Немачкој. Ову операцију водили су Дмитриј Устинов, Сергеј Корољев, Валентин Глушко и Борис Черток. Хелмут Гретруп, запажени стручњак за системе управљања из Пенеминдеа, именован је за генералног директора Института Нордхаузен, званог и Централверке, који је имао више од 5.000 запослених до октобра 1946. године.
Дана 22. октобра 1946. године, током операције „Осоавиахим" насилно је депортовано више од 2.200 немачких специјалиста - укупно више од 6.000 људи, укључујући чланове породице - из совјетске окупационе зоне после Другог светског рата у Немачкој ради запослења у Совјетском Савезу. 160 стручњака из Института Нордхаузен, на челу са Хелмутом Гретрупом, држано је на острву Городомља до 1953. године. Као први задатак морали су да пруже подршку Совјетима у изградњи реплике V-2 која је названа Р-1 и успешно је лансирали октобра 1948. године.‍:30,80–82 Совјети су на крају затражили концепте снажнијих појачивача за већу носивост и домет, тј. нуклеарне бојеве главе. Стога је од 1947. до 1950. немачки колектив предложио концепте за Г-1, Г-2 и Г-4 са бројним побољшањима дизајна у односу на статус V-2:
- Сноп више ракетних мотора, заједно са могућношћу компензације отказа мотора искључивањем симетрично супротстављеног мотора (у каснијим Р-7 Семјорка и Спутњик лансерима, 4 х 4 за прву фазу и 4 мотора за другу фазу)
- Векторска контрола мотора окретањем уместо сложених (и тешких) лопатица V-2 израђених од графита
- Конусни облик тела ракете за ефикасну и стабилну аеродинамику не захтева сложена испитивања ваздушног тунела за оптимизацију у целом опсегу брзина и повезано оптерећење резервоара (касније примењено на Р-7)
- Употреба резервоара као носеће конструкције за значајно смањење тежине
- Прецизније управљање циљевима ракете помоћу побољшаних жиросистема, укључујући симулационе системе за испитивање
- Трансмисија турбина са издувним гасовима испуштеним из коморе за сагоревање ради веће ефикасности (што је коначно успело у дизајну РД-180).

Корољов је користио делове ових предлога за совјетске пројекте Р-2, Р-5 и Р-14. Почетком 1954. године ЦИА је резимирала немачке концептуалне студије и совјетски интерес за њих, на основу извештаја враћених немачких научника, међу којима су били Фриц Карл Прејкшат и Хелмут Гретруп. Било је доказа да су Совјети, због њихове "љубави према ракетној технологији" и "поштовања немачког рада", били први који су имали ракете великог домета. Из политичких разлога, међутим, немачки утицај на совјетски ракетно-космички програм дуго је био потцењиван.
Скоро осам година учешћа немачких научника у совјетском ракетном програму показало се кључним катализатором његовог даљег напретка. Током постојања СССР-а совјетски историчари су ретко, скоро никада, помињали употребу немачке стручности у послератним годинама, али сарадња је била стварна и изузетно кључна у унапређивању совјетских циљева. [...]Гретрупов тим био је неопходан у брзом преносу базе података о немачким достигнућима Совјетима, пружајући тако снажне темеље од којих је требало поћи..— Асиф Азим Сидики, Изазов за Аполо: Совјетски Савез и свемирска трка, 1945–1974
Корољов пројектни биро OКБ-1 био је посвећен криогеним ракетама на течно гориво са којима је експериментисао у касним 1930-има. На крају је овај рад резултирао дизајном интерконтиненталне балистичке ракете Р-7 Семјорка која је успешно тестирана у августу 1957. Ово совјетско достигнуће засновано је на снажној посвећености и строгој координацији свих војних ентитета, са Дмитријем Устиновим и Сергејем Корољовим као главним покретачима.

## Спутњик и Восток
Совјетски свемирски програм био је везан за петогодишње планове СССР-а и од почетка се ослањао на подршку совјетске војске. Иако је био једнодушно вођен сном о свемирским путовањима, Корољов је то углавном држао у тајности док је радио на војним пројектима - посебно, након првог испитивања атомске бомбе у Совјетском Савезу 1949. године, ракете која је могла да носи нуклеарну бојеву главу до Сједињених Држава—јер су се многи ругали идеји о лансирању сателита и свемирских летелица са посадом. Па ипак, прва совјетска ракета са животињама на броду лансирана је јула 1951, два пса су враћени живи након достизања 101 км надморске висине. Два месеца пре првог таквог америчког достигнућа, овај и следећи летови дали су Совјетима драгоцено искуство са космичком медицином.‍:84–88,95–96,118
Због свог глобалног домета и носивости терета од приближно пет тона, поуздани Р-7 није био ефикасан само као стратешки систем за испоруку нуклеарних бојевих глава, већ и као одлична основа за свемирска возила. Најава Сједињених Држава у јулу 1955. године о свом плану да лансирају сателит током Међународне геофизичке године у великој мери је користила Корољову у наговарању совјетског лидера Никите Хрушчова да подржи његове планове. ‍:148–151 У писму упућеном Хрушчову, Корољов је нагласио неопходност лансирања једноставног сателита како би се такмичио са америчким свемирским напорима. Одобрени су планови за сателите који орбитирају око Земље (Спутњик 1) за стицање знања о свемиру и четири посебна војна извиђачка сателита Зенит. Даљи планирани развој догађаја обухватао је лет у земљиној орбити до 1964. године.
Након што се први Спутњик показао као успешан пропагандни пуч, Корољову - који је био јавно познат само као анонимни главни дизајнер ракетно-космичких система‍:168–169—наложено је да убрза програм са посадом, чији је дизајн комбинован са програмом Зенит за производњу свемирске летелице Восток. После Спутњика, совјетски научници и вође програма успоставили су станице са посадом за проучавање ефеката нулте гравитације и дугорочних ефеката на животне облике у свемирском окружењу. Још увек под утицајем Циолковског - који је Марс одабрао као најважнији циљ свемирских путовања - раних 1960-их совјетски програм под водством Корољова створио је значајне планове за путовања с посадом на Марс већ од 1968. до 1970. Са системима за животну подршку затворене петље и електричним ракетним моторима и лансирањем са великих свемирских станица у орбити, ови планови били су много амбициознији од америчког циља слетања на Месец.‍:333–337

### Финансирање и подршка
Совјетски свемирски програм био је секундарни у војном финансирању у односу на интерконтиненталне балистичке ракете Стратешких ракетних снага. Иако је Запад веровао да је Хрушчов лично наредио сваку нову свемирску мисију у пропагандне сврхе, а совјетски лидер је имао необично близак однос са Корољовим и другим главним дизајнерима, Хрушчов је више истицао ракете него истраживање свемира и није био превише заинтересован за такмичење са Аполом.‍:351,408,426–427
Док су влада и Комунистичка партија користили успехе програма као пропагандно средство након што су се догодили, систематски планови мисија засновани на политичким разлозима били су ретки, један изузетак је Валентина Терешкова, прва жена у свемиру, на Востоку 6 1963. године.‍:351 Мисије су планиране на основу доступности ракете или аd hoc разлога, а не на основу научне сврхе. На пример, влада је у фебруару 1962. наредила амбициозну мисију, која ће истовремено укључивати два Востока у орбиту, да буде лансирана за десет дана, како би засенили успешну америчку мисију Меркјури Атлас 6 којом је управљао Џон Глен 20. фебруара. Совјетски свемирски програм је то успео да оствари тек у августу, са Востоком 3 и Востоком 4.‍:354–361

## Унутрашња конкуренција
За разлику од америчког свемирског програма, који је имао Наса-у као јединствену координациону структуру под управом администратора, Џејмса Веба, током већег дела 1960-их, СССР-ов програм је био подељен између неколико конкурентских дизајнерских група. Упркос изванредним успесима Спутњика између 1957. и 1961. и Востока између 1961. и 1964, након 1958. Корољев пројектни биро ОКБ-1 суочио се са све већом конкуренцијом његових супарничких главних дизајнера, Михаила Јангела, Валентина Глушка, и Владимира Челомеја. Корољов је планирао да крене напред помоћу летелице Сојуз и Н-1 која би била основа за слање посаде и истраживање Месеца. Међутим, Међутим, Дмитриј Устинов упутио га је да се усредсреди на мисије у близини Земље користећи врло поуздану летелицу Восход, модификовани Восток, као и на међупланетарне мисије на оближње планете Венеру и Марс.
Јангел је био помоћник Корољова, али уз подршку војске, 1954. године добио је сопствени конструкторски биро који је првенствено радио на војном свемирском програму. Он је имао јачи тим за пројектовање ракетних мотора, укључујући употребу хиперголичних горива, али након катастрофе Неделин 1960. године Јангел је био усмерен да се концентрише на развој интерконтиненталних балистичких ракета. Такође је наставио да развија сопствени дизајн ракете-носача супер-тешке категорије сличне Корољовој Н-1, како за војне намене, тако и за теретне летове у свемир за изградњу будућих свемирских станица.
Глушко је био главни дизајнер ракетних мотора, али имао је личне сукобе са Корољовим и одбио је да развије велике једнокоморне криогене моторе који су били потребни за изградњу ракета-носача супер-тешке категорије.
Челомеј је имао користи од покровитељства Хрушчова ‍:418 и 1960. године добио је посао да развије ракету за слање посадног возила око Месеца и посаде војне свемирске станице. Са ограниченим свемирским искуством, његов развој је био спор.
Напредак програма Аполо алармирао је главне дизајнере, који су истицали своје програме као одговор. Вишеструки, преклапајући пројекти добили су одобрења, а нови предлози су претили већ одобреним пројектима. Због Корољове „јединствене истрајности“, августа 1964. године - више од три године након што су Сједињене Државе изјавиле намеру да слете на Месец - Совјетски Савез је коначно одлучио да се такмичи за Месец. Постављен је циљ лунарног искрцавања 1967. –на  50. годишњицу Октобарске револуције—или 1968.‍:406–408, 420 У једној фази раних 1960-их совјетски свемирски програм активно је развијао 30 пројеката за лансере и свемирске летелице. Падом Хрушчова 1964. године, Корољов је добио потпуну контролу над програмом за слање посаде.

## Након Корољова
Корољов је умро у јануару 1966, након рутинске операције хемороида, од компликација срчаних болести и тешког крварења. Керим Керимов, који је раније био архитекта Восток-1, је постављен за начелника Државне комисије за људске летове у свемир, на чијем челу остаје пуних 25 година (од 1966. до 1991. године). Надгледао је сваки корак развоја и стављања у употребу како летелица са људском посадом тако и међупланетарних роботизованих мисија Совјетског Савеза. Керимов је био и на челу Главног директората Министарства за машиноизградњу у периоду 1965–1974. година, јер је ово министарсво било у великој мери укључено у развој ракета-носача и другох свемирских летелица. Једно од највећих достигнућа Керимова било је лансирање Мира у 1986. години.
Руководство конструкторског бироа ОКБ-1 добио је Василиј Мишин, који је имао задатак да пошаље човека на лет око Месеца 1967. и посаду на његову површину 1968. Мишину је недостајао Корољов политички ауторитет и још увек се суочавао са конкуренцијом других главних дизајнера. Под притиском, Мишин је одобрио лансирање лета Сојуз-1 1967. године, иако летелица никада није успешно тестирана на пробном лету. Мисија је започета са познатим дизајнерским проблемима и завршена је падом летелице на земљу, усмртивши Владимира Комарова. Ово је био први смртни случај било ког свемирског програма.
После ове катастрофе и под новим притисцима, Мишин се одао алкохолу. Совјети су поражени у слању првог лета са посадом око Месеца 1968. године од Апола 8, али Мишин је наставио са развојем проблематичног супер тешког Н 1 носача у нади да ће Американци имати застој, остављајући довољно времена да Н1 учини изводљивим да први слети на Месец са посадом. Постигнут је успех у заједничком лету Сојуза-4 и Сојуза-5 у јануару 1969. године којим су тестиране технике слетања, пристајања и трансфера посаде које ће се користити за слетање, а ЛК лендер успешно је тестиран у земаљској орбити. Али након што су се четири пробна лансирања Н1 завршила неуспехом, пројекат је напуштен, а са њим и било каква шанса да Совјети у једном лансирању искрцају људе на Месец.
Поред слетања са посадом, напуштени совјетски програм Месец обухватао је и вишенаменску месечеву базу Звезда, прво детаљно развијену макету експедиционих возила и површинске модуле.
Након овог неуспеха, Челомеј је убедио Устинова да 1970. одобри програм унапређења његове војне свемирске станице Алмаз као средство за победу над америчким Скајлабом. Мишин је задржао контролу над програмом Саљут али одлука, коју је подржао Мишин, да лете са трочланом посадом без одела под притиском, а не са двочланом посадом са оделима до Саљута 1 1971. године показала се фаталном када је улазак у капсулу без притиска усмртио посаду по повратку на Земљу. Мишин је уклоњен из многих пројеката, а Челомеј је преузео контролу над Саљутом. Након рада са Наса-ом на пројекту Аполо-Сојуз, совјетско руководство је закључило да је потребан нови приступ управљању, а 1974. Н1 је отказан, а Мишин је остао без функције. Пројектни биро је преименован у Ракетно-космичку корпорацију Енергија са Глушком као главним дизајнером.
За разлику од трке месечевих програма са посадом, СССР је постигао значајан успех у операцијама безпосдних мисија на Месецу, успехом две прве аутоматске мисије Луноход и Луна за доношење узорака тла. Такође програм Марс настављен је са извесним успехом, док су истраживања Венере, а затим и Халејеве комете у програмима Венера и Вега била ефикаснија.

## Тајност програма
Совјетски свемирски програм је скривао информације о својим пројектима пре успеха Спутњика, првог светског вештачког сателита. Заправо, када је пројекат Спутњик први пут одобрен, један од најнепосреднијих правца деловања који је Политбиро предузео био је да размисли шта да објави свету у вези са њиховим успехом. Телеграфска агенција Совјетског Савеза (ТАСС) је створила преседане за сва званична саопштења о совјетском свемирском програму. Информације које су на крају објављене нису дале детаље о томе ко је изградио и лансирао сателит нити зашто је лансиран. Јавно саопштење је открило да "постоји обиље тајних научних и техничких података ... " а читаоце су преплавили математичким подацима у одсуству чак и слике предмета. Пројекат је постао понос совјетске астронаутике и нејасно је наговештавао будуће могућности које су тада биле на располагању након успеха Спутњика.
Коришћење тајности совјетског свемирског програма служило је истовремено и као средство за спречавање цурења поверљивих података између земаља, али и за стварање мистериозне баријере између свемирског програма и совјетског становништва. Природа програма садржала је двосмислене поруке које се тичу његових циљева, успеха и вредности. Сам програм био је толико тајан да редовни совјетски грађанин никада није могао да створи његову конкретну слику, већ површну слику његове историје, садашњих активности или будућих напора. Лансирања нису била најављена док се нису догодила. Имена космонаута нису спомињана док нису обавили летове. Детаљи мисија били су оскудни. Спољни посматрачи нису знали величину или облик ракета или кабина већине свемирских бродова, осим првих Спутњика, лунарних сонди и сонде Венера.
Међутим, војни утицај на совјетски свемирски програм можда је најбоље објашњење ове тајности. ОКБ-1 је био подређен Министарству опште машиноградње, задуженом за развој интерконтиненталних балистичких пројектила, и наставио је да даје својој имовини насумичне идентификаторе током 1960-их: "На пример, свемирска летелица Восток била је означена као 'објекат ИИФ63' док је њена лансирна ракета означена као 'објекат 8К72К'". Од 1927. совјетским фабрикама одбране додељивани су бројеви, а не називи. Чак су и ови интерни кодови били замућени: запослени су у јавности користили засебан код, скуп посебних поштанских бројева, како би се позивали на фабрике, институте и одељења.
Јавне изјаве програма биле су једнообразно позитивне: колико је народ знао, совјетски свемирски програм никада није доживео неуспех. Према историчару Џејмсу Андрују, "Уз готово никакве изузетке, изостављана су извештавања о неуспесима или несрећама совјетских свемирских мисија, посебно у случају људских свемирских мисија".
"Винстон Черчил је Совјетски Савез славно описао као 'загонетку, умотану у мистерију, унутар енигме' и то се може применити за трагање за истином о његовом свемирском програму током Хладног рата. Иако је Свемирска трка дословно играна изнад наших глава често је била прикривена фигуративном „свемирском завесом“ за коју је био потребан велики напор да се прозре" каже Доминик Фелан у књизи Хладноратовски свемирски детективи (2013).

## Списак пројеката и достигнућа

### Завршени пројекти
Пројекти совјетског свемирског програма укључују:
- Алмаз свемирска станица
- Програм Буран
- Програм Космос
- Енергија
- Програм Фотон
- Н1-Л3 Програм слетања са посадом на Месец
- Луна
- Програм Марс
- Метеор метеоролошки сателити
- Молнија комуникациони сателити
- Свемирска станица Мир
- Протон сателити
- Програм Фобос
- Програм Саљут
- Програм Сојуз
- Спутњик сателити
- ТКС свемирска летелица
- Програм Венера
- Програм Вега
- Програм Восток
- Програм Восход
- Програм Зонд

### Достигнућа
Два дана након што су Сједињене Америчке Државе објавиле намеру да лансирају вештачки сателит, 31. јула 1956, Совјетски Савез је објавио своју намеру да учини исто. Спутњик 1 је лансиран 4. октобра 1957. године, победивши Сједињене Државе и запањивши људе широм света.
Совјетски свемирски програм пионир је многих аспеката истраживања свемира:
- 1957: Прва интерконтинентална балистичка ракета и орбитална ракета, Р-7 Семјорка.
- 1957: Први сателит, Спутњик 1.
- 1957: Прва животиња у земљиној орбити, пас Лајка на Спутњику 2.
- 1959: Прва летелица која је изашла из земљине орбите, Луна 1.
- 1959: Први пренос података или телеметрија, до и из свемира, Луна 1.
- 1959: Први објекат који је човек створио прошао је у близини Месеца, и завршио у хелиоцентричној орбити, Луна 1.
- 1959: Прва сонда која је ударила на Месечево тло, Луна 2.
- 1959: Прве слике удаљене стране Месеца, Луна 3.
- 1960: Прве животиње које се безбедно враћају из Земљине орбите, пси Стрелка и Белка на Спутњику 5.
- 1961: Прва сонда лансирана на Венеру, Венера-1.
- 1961: Прва особа у свемиру (међународна дефиниција) и у земљиној орбити, Јуриј Гагарин на Востоку-1, програм Восток.
- 1961: Прва особа која је провела више од 24 сата у свемиру Герман Титов, Восток-2 (такође прва особа која је спавала у свемиру).
- 1962: Први свемирски лет са двоструком посадом, Восток-3 и Восток-4.
- 1962: Прва сонда лансирана на Марс, Марс-1.
- 1963: Прва жена у свемиру, Валентина Терешкова, Восток-6.
- 1964: Прва вишечлана посада (3), Восход 1.
- 1965: Први боравак у отвореном свемиру (ЕВА), Алексеј Леонов,[23] Восход 2.
- 1965: Први радио телескоп у свемиру, Зонд 3.
- 1965: Прва сонда која је ударила на површину друге планете Сунчевог система (Венера), Венера-3.
- 1966: Прва сонда за фино слетање и пренос са површине Месеца, Луна 9.
- 1966: Прва сонда у месечевој орбити,, Луна 10.
- 1966: прва слика целог Земљиног диска, Молнија 1.[24]
- 1967: Прво безпосадно спајање, Космос-186/Космос-188.
- 1968: Прва жива бића која су доспела до Месеца (циркулунарни летови) и вратила се неозлеђена на Земљу, руске корњаче на Зонду 5.
- 1969: Прво пристајање између два брода с посадом у орбити Земље и размена посада, Сојуз 4 и Сојуз 5.
- 1970: Први узорци тла аутоматски су извађени и враћени на Земљу са другог небеског тела, Луна 16.
- 1970: Први роботски свемирски ровер, Луноход 1 на Месецу.
- 1970: Прво међупланетарно путовање са финим слетањем и корисним преносом података. Подаци примљени са површине друге планете Сунчевог система (Венере), Венера-7
- 1971: Прва свемирска станица, Саљут 1.
- 1971: Прва сонда која је ударила о површину Марса, Марс-2.
- 1971: Прва сонда која је слетела на Марс, Марс-3.
- 1975: Прва сонда која је кружила око Венере, да би фино слетела на Венеру, прве фотографије са површине Венере, Венера-9.
- 1980: Прва хиспанска и црна особа у свемиру, Арналдо Тамајо Мендез на Сојузу 38.
- 1984: Прва жена у отвореном свемиру, Светлана Савицка (свемирска станица Саљут 7).
- 1986: Прва посада која је посетила две одвојене свемирске станице (Мир и Саљут 7).
- 1986: Прве сонде за размештање роботских балона у атмосферу Венере и слање слика комете током блиског прелета Вега 1, Вега 2.
- 1986: Прва свемирска станица са сталном посадом, Мир, 1986–2001, са сталним присуством посаде (1989–1999).
- 1987: Прва посада која је провела више од годину дана у свемиру, Владимир Титов и Муса Манаров на броду Сојуз ТМ-4 - Мир.
- 1988: Први потпуно аутоматизовани лет свемирског авиона (Буран).

## Остали пројекти

### Програм Буран
Совјетски програм Буран произвео је класу космичких авиона који су могли бити лансирани уз помоћ ракете Енергија. Енергија би се користила као база за мисије са посадом на Марс. Буран је требало да делује као подршка великим свемирским војним платформама као одговор прво на амерички спејс-шатл, а затим на Стратешку одбрамбену иницијативу. У време када је систем почео да функционише, 1988. године, уговори о стратешком смањењу наоружања учинили су Буран технолошким вишком. Први и једини орбитални лет Буран летелице догодио се тачно у 3 сата по координираном светском времену 15. новембра 1988. године. Летелица је лансирана уз помоћ носне ракете која је посебно направљена за ову прилику. После два круга око Земље и тачно 216 минута у Земљиној орбити, летелица је извршила аутоматско приземљавање на космодрому Бајконур у Казахстану.

### Отказани међупланетарни пројекти

#### Марс 4НМ
Тешки ровер Марсоход Марс 4НМ требало је да буде лансиран ракетом Н1 негде између 1974. и 1975. године.

#### Марс 5НМ
Мисија прикупљања узорака са Марса, Марс 5НМ, требала је бити лансирана ракетом Н1 1975. године.

#### Марс 5М
Повратна мисија са узорцима са Марса, Марс 5М или Марс-79, планирана је да буде лансирана из два дела Протон ракетама, које би се заједно спојиле у орбити за лет на Марс 1979. године.

#### Веста
Мисија Веста састојала би се од две идентичне двонаменске међупланетарне сонде које су требале бити лансиране 1991. године. Намеравало се да прелети Марс (уместо почетног плана за Венеру) и затим проучи четири астероида који припадају различитим класама.

#### Циолковски
Мисија Циолковски била је планирана као међупланетарна сонда која ће бити лансирана деведесетих година прошлог века да би усликала Јупитер. Сматрано је да би могла бити лансирана до Сатурна па чак и даље.

## Инциденти, неуспеси и падови
Совјетски свемирски програм доживео је низ фаталних инцидената и неуспеха.
Катастрофа Неделин 1960. године била је експлозија ракете на гориво која се тестирала на лансирној рампи, усмртивши мноштво техничког особља, ваздухопловних инжењера и техничара који су радили на пројекту у време експлозије.
Прва званична смртна несрећа космонаута током тренинга догодила се 23. марта 1961. године, када је Валентин Бондаренко погинуо у пожару у атмосфери са ниским притиском.
Програм Восход отказан је након два лета са посадом услед промене совјетског руководства. Да су планирани даљи летови спроведени, совјетски свемирски програм остварио би још неколико достигнућа „први“, укључујући дуготрајни лет од 20 дана, шетњу свемиром од стране жене и несметану шетњу свемиром.
Совјети су наставили да теже првој месечевој мисији са ракетом Н-1, која је експлодирала на сваком од четири пробна теста убрзо након лансирања. Американци су победили у трци за слетање посаде на Месец са Аполом 11 20. јула 1969. године.
Посада у Сојузу 11 успешно је пристала на станицу Саљут 1 и на њој боравила 23 дана. Међутим, цела посада је погинула током повратка на Земљу након што се капсула отворила и изложила их свемиру. Чланови посаде били су Владислав Волков, Георгиј Доброволски и Виктор Пацајев.
Дана 5. априла 1975. године, Сојуз 7К-Т бр.39, друга етапа ракете Сојуз која је носила два космонаута до свемирске станице Саљут 4, није функционисала, што је довело до неуспешног лансирања са посадом. Капсула са космонаутима је летела неколико хиљада миља и ударила је у планину, клизнувши низ падину и скоро склизнувши са литице, међутим, падобрани су се закачили о дрвеће и спречили да се то догоди. Двојица космонаута су претрпели тешке повреде и командант Лазарев више никада није летео.
Дана 18. марта 1980, ракета Восток експлодирала је на својој лансирној рампи током акције пуњења горивом, усмртивши 48 људи.
У августу 1981. године Космос-434, који је лансиран 1971. године, требало је да се поново врати. Да би ублажио страхове да летелица није носила нуклеарне материјале, портпарол Министарства спољних послова СССР-а уверио је аустралијску владу 26. августа 1981. године да је сателит „експериментална месечева кабина“. Ово је било једно од првих признања Совјетског Савеза да је икада учествовао у програму свемирских летова са посадом.‍:736
У септембру 1983. године, ракета Сојуз која је лансирана за ношење космонаута до свемирске станице Саљут 7 експлодирала је приликом полетања, при чему се активирао систем за отпуштање капсуле, спасивши два космонаута у њој.